# Luigi Ruggeri
Luigi Ruggeri (Ancona, 18 aprile 1901 – Roma, 28 ottobre 1974) è stato un politico italiano.

## Biografia
Deputato all'Assemblea Costituente e poi eletto al Senato della Repubblica nella I e III legislatura con il Partito Comunista Italiano.